# 釜石ラジオ中継局
釜石ラジオ中継局（かまいしラジオちゅうけいきょく）は、岩手県釜石市にあるNHK盛岡放送局とIBC岩手放送の中波放送中継局の総称。

## 概要
- 当中継局は、在盛中波放送局であるNHK盛岡放送局とIBC岩手放送が中継局を置いており、釜石市内や周辺地域へ電波を発射している。
- なお、南隣の大船渡市に置かれている大船渡ラジオ中継局の方が、NHKラジオ第2を除き、当中継局より高出力である。

### IBC中継局に関して
- 当初岩手放送の中継局は、釜石市内新浜地区にあった岩手県水産試験場の漁業無線局を流用する形で設立された。T字型アンテナを備えた全国的にも珍しい送信所であったが（他にはNHK京都放送局のみ）、現中継局の開設に伴い2006年6月をもって使用を終えた。後に設備はすべて撤去されている。
- 2011年3月11日の東日本大震災発生時、IBC中継局は自社設置の電柱3本の倒壊、敷地周辺の岩の崩壊に見舞われ、災害時の放送継続を目指すうえで危機的状況となった。発生直後は技術部員が徒歩で自家発電機の燃料補給に向かうことでしのぎ、3月下旬に予備発電機を搬入することに成功。完全に電気が復旧するまで、発電機を2台稼働させることで放送を継続した。同年8月1日に電気が戻るまで、発電機の総稼働時間は約3000時間、燃料補給は28回を数えた[1]。
- 新中継局は日本製鉄東日本製鉄所釜石地区内に存在するため、関係者以外は中継局周辺に近づくことができない。

## 中継局概要
| 放送局名         | コールサイン | 周波数  | 空中線電力 | 放送対象地域 | 放送区域内世帯数 | 開局年月日     |
| NHK盛岡ラジオ第1 | なし         | 846kHz  | 100W       | 岩手県       | 約3万1200世帯    | 1941年12月30日 |
| NHK盛岡ラジオ第2 | なし         | 1602kHz | 100W       | 全国放送     | 約3万1200世帯    | 1953年4月1日   |
| IBC岩手放送      | JODM         | 1062kHz | 100W       | 岩手県       | 約-世帯          | 1956年10月14日 |

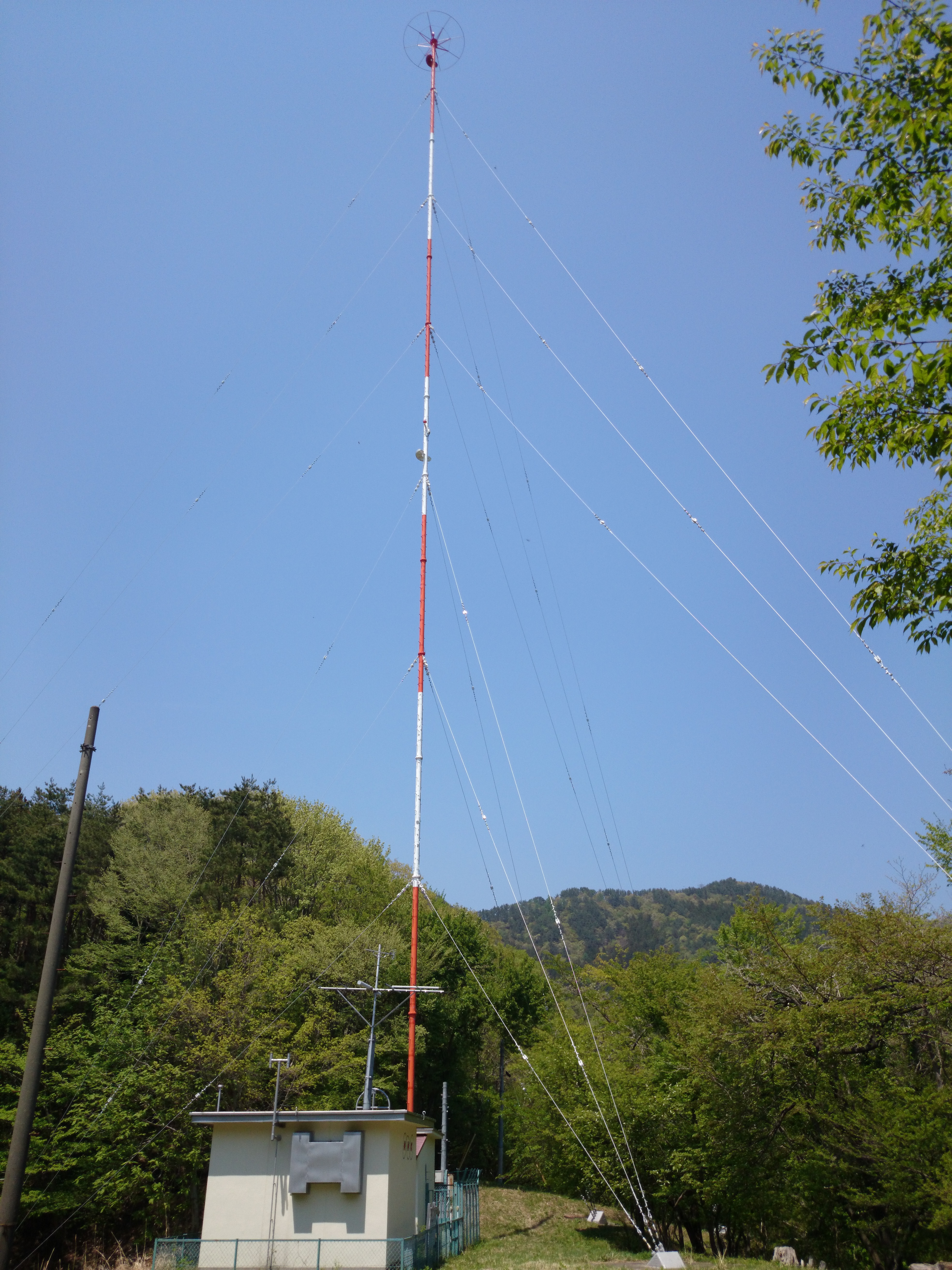
NHK釜石ラジオ中継放送所送信塔全景
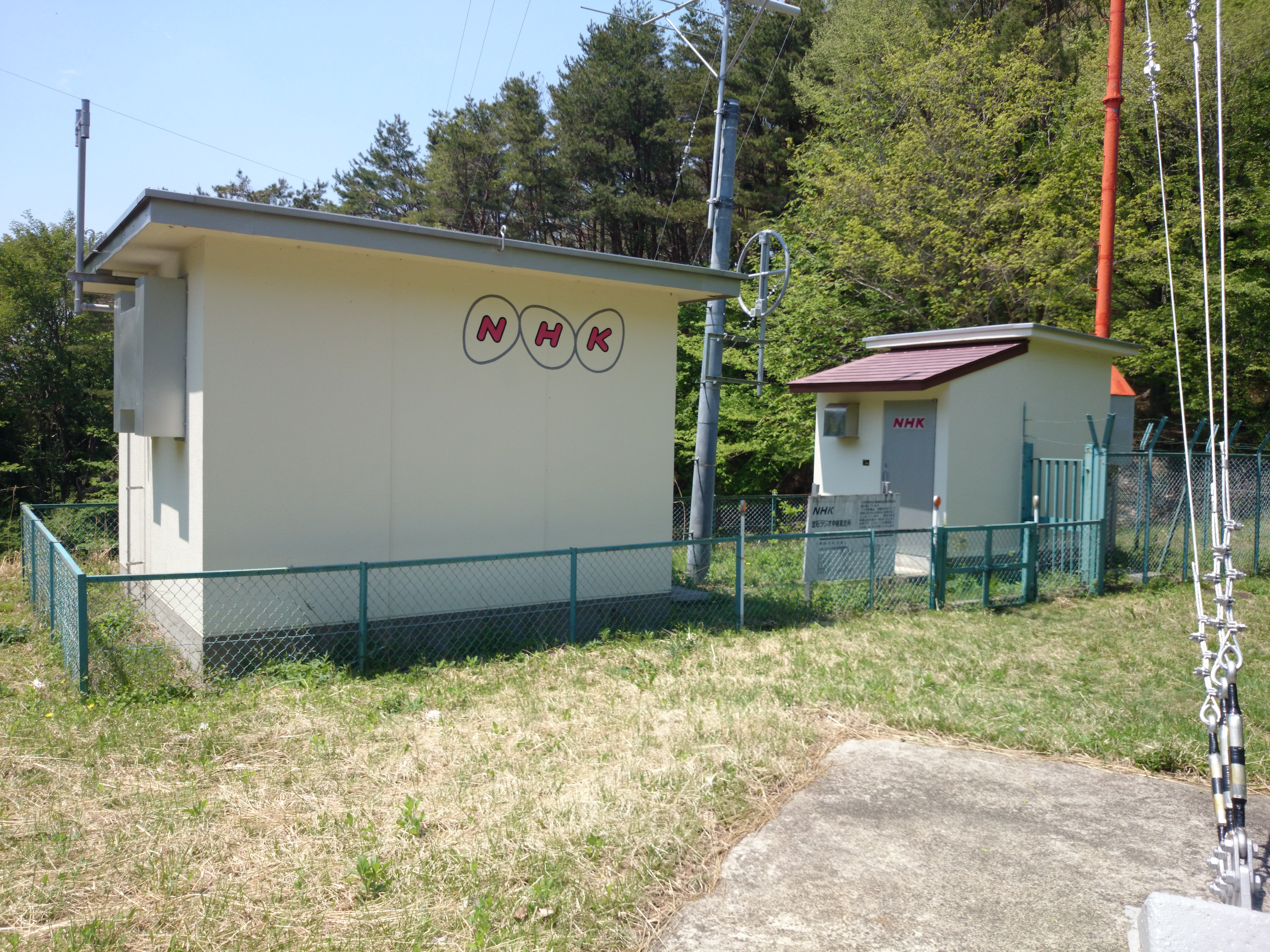
NHK釜石ラジオ中継放送所局舎
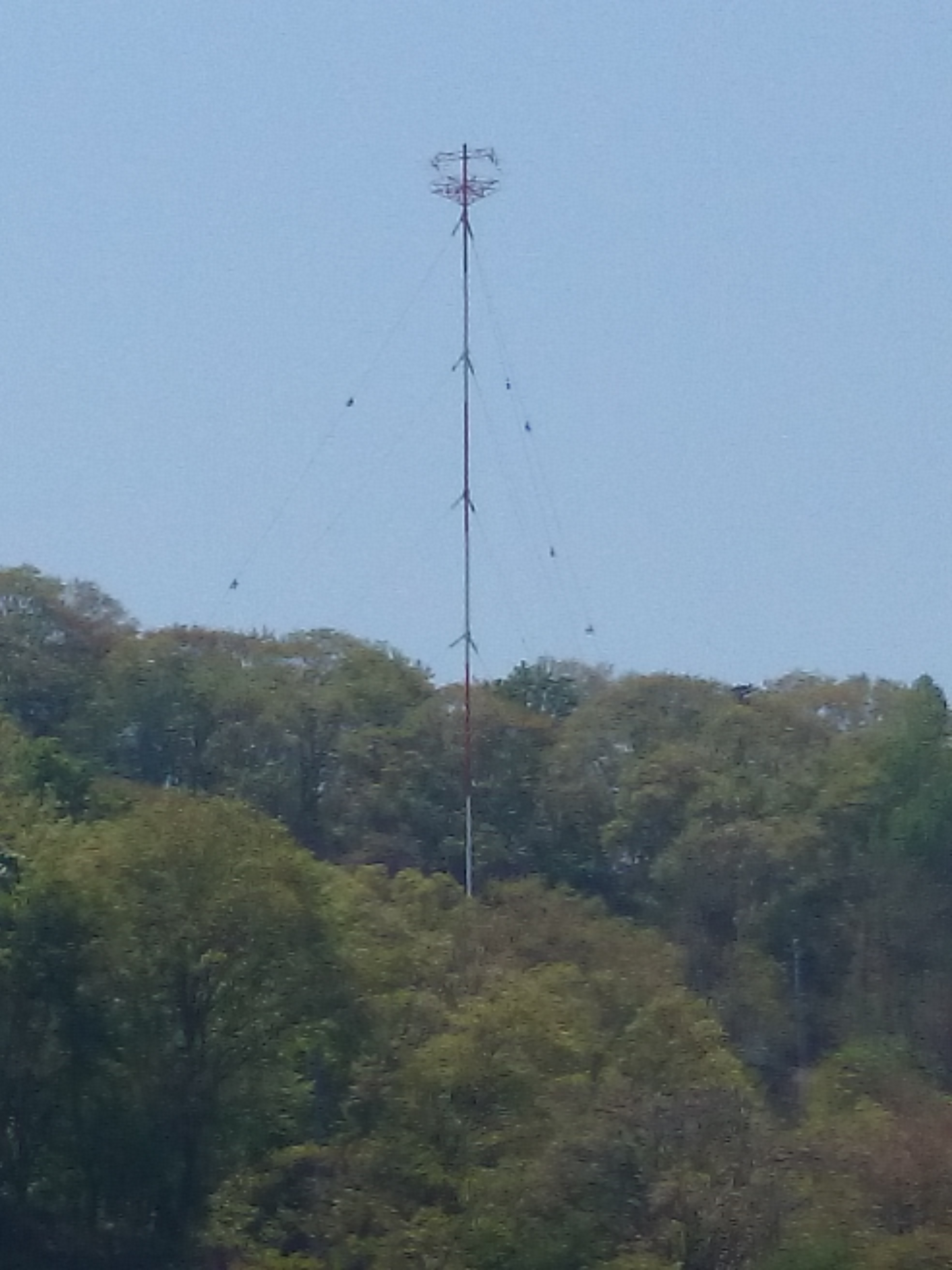
IBC釜石ラジオ中継局送信塔遠景

### 中継局置局住所
- NHK…釜石市釜石第5地割104番3号（薬師公園裏手）
- IBC…釜石市鈴子町23番15号（新日鐵住金釜石製鐵所内）

### 正式な局名
- NHK…釜石ラジオ中継放送所